# Sporting de Gijón
Real Sporting de Gijón, S.A.D. ali Sporting Gijón je španski nogometni klub iz mesta Gijón v Asturiji. Ustanovljen je bil 1. junija 1905 in trenutno igra v Segunda División, 2. španski nogometni ligi.
V domačih tekmovanjih so najvidnejši uspehi kluba naziv španskega podprvaka v sezoni 1978/79 ter dva naziva podprvaka španskega kraljevega pokala Copa del Rey v letih 1981 in 1982. Bil pa je tudi petkrat prvak in dvakrat podprvak 2. španske nogometne lige. V mednarodnih tekmovanjih pa je bil Sporting Gijón šestkratni udeleženec Evropske lige, od tega je Gijónov do sedaj najboljši rezultat dvakratni doseg drugega kroga tega tekmovanja (v sezonah 1978/79 in 1991/92).
Domači stadion Gijóna je El Molinón, ki sprejme 30.000 gledalcev. Hkrati pa je ta stadion tudi najstarejši v Španiji, otvoritev je imel leta 1908. Barve dresov so bela, rdeča in modra. Nadimek nogometašev je Rojiblancos (Rdečebeli).

## Rivalstvo
Sporting Gijón ima rivalstvo s pokrajinskim tekmecem Real Oviedom. Ko ta dva kluba igrata v isti diviziji, se njun derbi imenuje Derbi Asturiano (asturski derbi)